# Volo Sky Lease Cargo 4854
Il volo Sky Lease Cargo 4854 è stato un collegamento merci operato da Sky Lease Cargo tra l'aeroporto Internazionale di Chicago-O'Hare, Chicago, Stati Uniti e l'aeroporto di Changsha-Huanghua, Changsha, Cina. Il 7 novembre 2018, il Boeing 747-412F utilizzato per questo volo uscì di pista durante l'atterraggio nell'l'aeroporto Internazionale di Halifax, Halifax, Canada, per un errore del pilota aggravato dalla fatica. Non ci furono vittime, ma 3 persone rimasero lievemente ferite.

## L'aereo

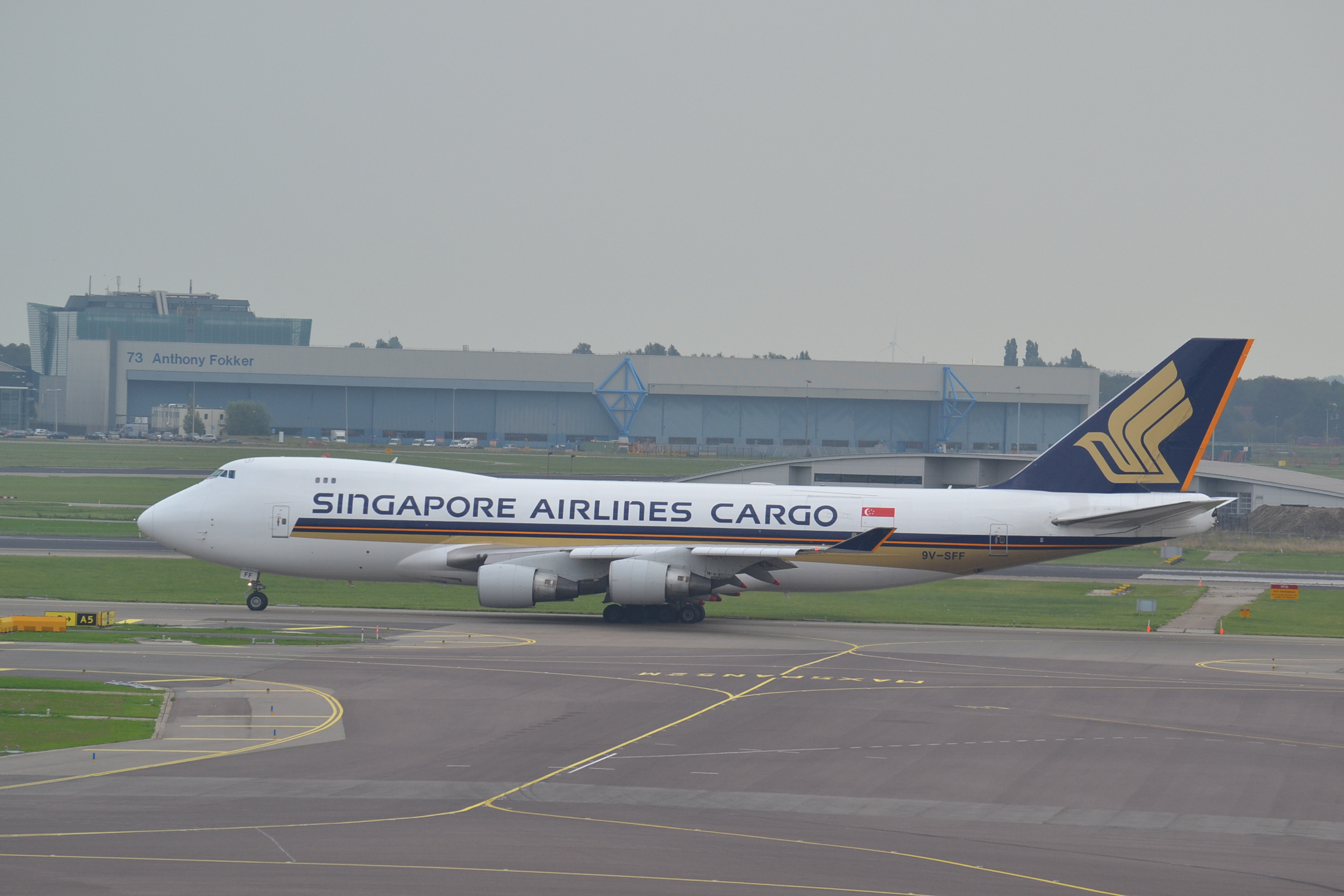
L'aereo dell'incidente con livrea Singapore Airlines Cargo.

Il velivolo che operava il volo era un Boeing Boeing 747-412F, numero di serie 28026/1105 e avente codice di registrazione N908AR. L'aereo era stato consegnato nuovo alla Singapore Airlines Cargo e registrato come 9V-SFF prima che Sky Lease Cargo lo acquisisse nell'aprile 2017. L'equipaggio era composto da 3 persone e un comandante fuori servizio come passeggero. Il piano di volo prevedeva la partenza senza alcun carico dall'aeroporto Internazionale di Chicago-O'Hare per arrivare al primo scalo presso l'aeroporto Internazionale di Halifax per effettuare il carico delle merci. Il volo prevedeva poi uno scalo tecnico presso l'aeroporto Internazionale di Anchorage-Ted Stevens, Anchorage per rifornimento e per il cambio dell'equipaggio per raggiungere la sua destinazione finale presso l'aeroporto internazionale di Changsha Huanghua.

## L'incidente
L'equipaggio stava volando con il sistema di atterraggio strumentale verso la pista 14 dell'aeroporto Internazionale di Halifax. Ad ottantuno secondi dalla soglia della pista i piloti notarono la presenza di vento in coda, ma continuarono l'avvicinamento senza procedere con il ricalcolo dei dati prestazionali per confermare che la distanza di arresto fosse comunque sufficiente, forse per il poco tempo prima dell'atterraggio. Il vento in coda aumentò la distanza di arresto dell'aereo, ma comunque non facendo superare la lunghezza della pista.
L'aereo atterrò alle 5:06 UTC-4 nell'oscurità. Dopo aver toccato terra, la manetta del motore 1 venne avanzata poco oltre la posizione di minimo, causando il disinnesto dei freni automatici e la ritrazione degli spoiler. L'angolo del velivolo rispetto all'asse della pista di 4,5°, i venti trasversali affrontati durante l'atterraggio e la spinta asimmetrica causarono la deriva dell'aereo a destra della linea centrale. L'attenzione del pilota era focalizzata sul movimento laterale dell'aereo piuttosto che sulla decelerazione. Sebbene la frenata manuale fosse stata applicata 8 secondi dopo il touchdown, la massima forza frenante si sviluppò solo dopo 15 secondi quando il velivolo era a soli 244 m dalla fine della pista 14.
Cinque secondi dopo, il volo Sky Lease Cargo 4854 uscì fuori dalla pista a 77 nodi (143 km/h) e scivolò giù da un terrapieno. Il carrello di atterraggio anteriore e quelli centrali crollarono e i motori 2 e 3 furono strappati via dalle rispettive ali. L'aereo si fermò in un'area erbosa appena prima di una strada pubblica a circa 166 m oltre la fine della pista 14. Tutti e tre i membri dell'equipaggio rimasero leggermente feriti mentre il passeggero non riportò ferite.

## Le indagini
Le indagini portarono alla luce il fatto che l'equipaggio non aveva ricevuto un riposo sufficiente nelle 24 ore precedenti l'incidente. Questo fattore, combinato con il volo notturno, peggiorò significativamente il processo decisionale dei piloti e le prestazioni complessive, rallentando significatamene i tempi di reazione e le valutazioni dell'equipaggio per avviare una riattaccata o per capire gli errori commessi durante la fase di atterraggio come il disinserimento dei freni automatici.
Un altro fattore fu quello che i piloti non scelsero l'approccio più semplice per la pista 23, più lunga e perpendicolare alla pista 14. Al momento dell'incidente, i primi 539 m della pista 23 erano chiusi per lavori al sistema di illuminazione e segnaletica. L'avviso agli aviatori (NOTAM) ricevuto dall'equipaggio riportava la dicitura "NON AUTH" in riferimento alla pista 23 che avrebbe portato l'equipaggio a credere che l'intera pista fosse chiusa. La pista 23, anche tenendo conto della sezione chiusa, era comunque più lunga della pista 14.

## Conseguenze
Il Boeing 747-400F coinvolto fu danneggiato irreparabilmente e quindi radiato. I 3 membri dell'equipaggio vennero portati in ospedale per le ferite riportate e, in via precauzionale, anche il passeggero illeso per accertamenti. Nessun membro dell'equipaggio dovette affrontare processi penali.